# Apatosaurus
Apatosaurus („klamný ještěr“) byl rod dávno vyhynulého plazopánvého sauropodního dinosaura, žijícího v Severní Americe (především ve státech Colorado, Oklahoma, Utah a Wyoming) v období pozdní jury, asi před 156 až 151 miliony let. V průběhu let bylo popsáno množství druhů tohoto rodu, přičemž za vědecky platné jsou obvykle považovány dva.

## Taxonomie a nomenklatura
Rod Apatosaurus popsal již roku 1877 Othniel Charles Marsh na základě kostry postrádající lebku (ta byla poprvé nalezena až roku 1975). Nejprve byl tedy restaurován s hlavou Kamarasaura, proto název Apatosaurus („klamný nebo bludný ještěr“).
V roce 1903 si paleontolog Elmer Riggs všiml, že rod Brontosaurus má nápadně mnoho znaků společných s rodem Apatosaurus a zástupce obou rodů sloučil do rodu jediného, kterému připadlo jméno Apatosaurus, jelikož dle pravidel vědeckého názvosloví má přednost dříve publikované jméno. Veřejnost však tuto taxonomickou změnu ve velkém nepřijala a neplatným jménem Brontosaurus byl často označován nejen celý rod, ale také sauropodní dinosauři vůbec.
V roce 2015 však trojice paleontologů z USA a Portugalska Emanuel Tschopp, Octávio Mateus a Roger Benson provedla detailní výzkum anatomických znaků mnoha sauropodů a výsledkem jejich analýzy mimo jiné bylo, že Brontosaurus je skutečně odlišný a samostatný rod sauropodního dinosaura.

## Rozměry
Běžně velké exempláře tohoto masivního sauropoda dosahují délky asi 23 až 26 metrů a odhadované hmotnosti kolem 20 tun (zhruba jako čtyři dospělí sloni). Existují však objevy izolovaných obřích obratlů o více než metrové výšce, které nasvědčují existenci ještě podstatně větších jedinců. Je možné, že existovali i apatosauři s délkou kolem 30 metrů a hmotností zhruba 65 tun, dokázat to ale mohou jen případné další objevy. O něco větším a velmi blízce příbuzným rodem sauropoda byl ostatně druh Supersaurus vivianae. Ten mohl být podle novějších zjištění dlouhý asi 39 až 42 metrů, což by z něho patrně činilo nejdelšího dosud známého obratlovce vůbec.
Gregory S. Paul odhadl v roce 2016 velikost druhu A. ajax na 23 metrů a 20 tun a druhu A. louisae na 23 metrů a 18 tun.
V roce 2019 odhadl stejný badatel podrobným rozborem a zhodnocením dosud využitých metod stanovování objemu a hmotnosti těla různých sauropodů celkovou tělesnou hmotnost jedince druhu Apatosaurus louisae (exemplář CM 3018) na 18 metrických tun.
Vědecká studie publikovaná v září 2020 klade apatosaurovi hmotnost (dle dvou základních metod odhadu) v rozmezí 34 090 až 41 217 kilogramů.

## Paleobiologie
Apatosaurus byl pevně stavěn, nicméně nebyl tak dlouhý, jako Diplodocus, se kterým patří do stejné čeledi Diplodocidae. Jeho tělo bylo neseno čtyřma sloupovitýma nohama, na každé z nich měl pět prstů a palce na předních nohou byly opatřeny drápem. Jeho ocas byl bičovitý, tvořen 82 obratli, spojenými mezi sebou klouby, zatímco diplodokův měl jen 73 obratlů (a byl kratší). Nad účelem lze pouze spekulovat. Někteří paleontologové se domnívají, že mohl sloužit k obraně, jiní jsou přesvědčeni, že sauropodi s jeho pomocí jakýmsi způsobem komunikovali. Ani jednu teorii však nelze experimentálně potvrdit.
Obratle mnoha sauropodů byly duté a lehké, vnitřek měl houbovitou strukturu, tvořenou jen nosnými a příčnými vlákny. Obratle apatosaura měly velmi neobvyklý tvar. Existuje domněnka, že duté obratle sauropodů byly za života těchto tvorů vyplněny vzdušnými vaky, podobně jako u dnešních ptáků, se kterými jsou (byť se to nezdá pravděpodobné) tito obři vzdáleně příbuzní. U dinosaurů tyto morfologické struktury plnily podobnou funkci jako u ptáků, a sice odlehčení hmotnosti těla a možná také zlepšení respirace. Dutá byla také žebra těchto sauropodů.
Na základě studia průřezu dlouhých kostí bylo zjištěno, že apatosauři rostli velmi rychle a plné velikosti (asi 23 metrů délky a 30 tun hmotnosti) dosahovali možná již ve věku kolem 10-12 let. Některé obří izolované obratle však nasvědčují rozměrům ještě podstatně větším. V říjnu roku 2010 byl zveřejněn objev stop mláďat apatosaurů z Colorada. Ve 148 milionů let starých vrstvách morrisonského souvrství byly objeveny drobné šlépěje, které nasvědčují možnosti, že se mladí apatosauři mohli krátce vztyčit na zadní a běžet jen po dvou.
Charakteristické byly enormně dlouhé ocasy těchto sauropodů, tvořené 70 až 80 obratli, které mohly být dlouhé i výrazně přes 10 metrů. Podle jedné z novějších teorií mohly ocasy diplodokidních sauropodů sloužit jako pomůcka pro komunikaci a udržování kontaktu v průběhu krmení i pohybů stáda (které tak bylo kompaktnější a celkově rychlejší, resp. pohybově efektivnější).
Rychlost pohybu byla u tohoto obřího sauropoda limitována jeho vysokou hmotností. Podle vědecké studie, publikované v roce 2017, dokázal přesto dospělý jedinec apatosaura o hmotnosti 27 869 kg běžet poměrně vysokou rychlostí až kolem 16,8 km/h (4,7 m/s).
V roce 1997 byla vyslovena domněnka, že konce ocasů apatosaurinních dinosaurů (tedy v případě rodů Apatosaurus, Brontosaurus a Amphicoelias) se mohly při rychlém švihnutí pohybovat na krátkou chvíli nadzvukovou rychlostí (vytvořily aerodynamický třesk podobný prásknutí bičem). Tímto způsobem se mohli dorozumívat a také odhánět útočící dravé dinosaury. V roce 2022 byla ale publikována další odborná práce, využívající podstatně dokonalejšího počítačového modelu, který doložil, že ve skutečnosti se konec ocasu těchto sauropodů pohyboval nanejvýš rychlostí kolem 33 m/s (zhruba 120 km/h). Přesto mohly ocasy těchto sauropodů sloužit k vnitrodruhové komunikaci, vzájemným soubojům i obraně před teropodními dinosaury.

## Otázka živorodosti
Paleontolog Robert T. Bakker a někteří další vědci přišli v 80. letech 20. století s myšlenkou, že tito obří sauropodi možná rodili živá mláďata větších rozměrů (hmotnost asi 230 kg) a nekladli tedy vejce. Tyto myšlenky o vejcoživorodosti či živorodosti sauropodů však byly již prakticky beze zbytku vyvráceny dalším detailním výzkumem fosilií a novějšími paleontologickými nálezy.